# Spionage
Spionage è un film del 1955 diretto da Franz Antel.

## Trama
Il film racconta la storia di spionaggio che vide come protagonista Alfred Redl. La storia era già stata proposta dal cinema con Oberst Redl, regia di Hans Otto Löwenstein con Robert Valberg e verrà ripresa dal regista  István Szabó con Il colonnello Redl interpretato da Klaus Maria Brandauer.

## Produzione
Il film fu prodotto dalla Hope Film e dalla Neusser-Film GmbH.

## Distribuzione
In Germania Ovest il film fu distribuito dall'UFA-Filmverleih GmbH (18 aprile 1955), in Austria dalla Sascha Filmverleih (19 aprile 1955).